# Ендрю Клейтон
Ендрю Клейтон (англ. Andrew Clayton, 10 квітня 1973) — британський плавець.
Учасник Олімпійських Ігор 1996, 2000 років.
Призер Чемпіонату світу з водних видів спорту 1998 року.
Чемпіон Європи з водних видів спорту 1997 року.
Призер Чемпіонату Європи з плавання на короткій воді 1996 року.
Призер Ігор Співдружності 1994, 1998 років.